# Arthur Hübscher
Arthur Hübscher (Colonia (Germania), 3 gennaio 1897 – Francoforte sul Meno, 10 aprile 1985) è stato un filosofo, filologo ed esperto di studi culturali tedesco.

## Biografia
Hübscher ha lavorato inizialmente come redattore a Monaco di Baviera, anche per il periodico Süddeutsche Monatshefte. Dal 1936 al 1982 ha diretto la Società Schopenhauer a Francoforte sul Meno, curando lo Schopenhauer-Jahrbuches (l'Annuario di Schopenhauer) e l'edizione completa storico-critica delle opere, delle lettere e dei dialoghi di Arthur Schopenhauer. I suoi scritti riguardano principalmente la vita e l'opera di questo filosofo. Dal 1982 fino alla sua morte è stato presidente della Società Schopenhauer. Nel 1959 ha commissionato all'artista Albert Windisch un ritratto di Schopenhauer, che è stato anche stampato in xilografia.
Per il suo lavoro Hübscher ricevette numerosi riconoscimenti, tra cui la Medaglia Schopenhauer e la Targa Goethe della Città di Francoforte sul Meno in occasione del centenario della morte di Schopenhauer nel 1960; la Medaglia d'onore della Città di Francoforte sul Meno e la Targa Goethe dello Stato dell'Assia nel 1967; la Gran Croce Federale al Merito (1961) con stella (1975) e un dottorato onorario dall'Università di Francoforte nel 1977.
Su richiesta della vedova, l'urna di Hübscher è stata sepolta accanto alla tomba di Schopenhauer nel cimitero principale di Francoforte.

## Opere
- Hymnen in freien Strophen. Von Friedrich Hölderlin. Hrsg. u. eingel. v. Arthur Hübscher. Verlag Habbel & Naumann. Regensburg 1924.
- Münchner Dichterbuch. [Anthologie] Verlag Knorr & Hirth. München 1929.
- Arthur Schopenhauers Gespräche. Hrsg. v. Arthur Hübscher. Verlag Carl Winter. Heidelberg 1933.
- Der Klassiker der Kathederblüte. Johann Georg August Gallettis Gesammelte Aussprüche, ergötzlich und nachdenklich zu lesen. Verlag Reinhard Piper. München 1936.
- Arthur Schopenhauer. Ein Lebensbild. Mit 8 Abb. u. 2 Handschriftenproben. Verlag F. A. Brockhaus. Leipzig 1938.
- Der junge Schopenhauer. Aphorismen und Tagebuchblätter. Hrsg. v. Arthur Hübscher. Verlag Reinhard Piper. München 1938.
- Hölderlins späte Hymnen. Deutung und Textgestaltung. Verlag Reinhard Piper. München 1942.
- Philosophen der Gegenwart. Fünfzig Bildnisse. Verlag Reinhard Piper. München 1949.
- Späte Romantik. [Eine Auswahl aus der deutschen romantischen Dichtung] Hrsg. u. eingel. v. Arthur Hübscher. Verlag Ingeborg Stahlberg. Karlsruhe 1949.
- Die große Weissagung. Texte, Geschichte und Deutung der Prophezeiungen von den biblischen Propheten bis auf unsere Zeit. Verlag Ernst Heimeran. München 1952.
- Deutsche Geisteswelt. 2 Bde. Darmstadt 1953. – Bd. 1: Von Luther bis Hegel. Hrsg. v. Hermann Noack. – Bd. 2: Von Schopenhauer bis Heisenberg. Hrsg. v. Arthur Hübscher, unter Mitw. v. Theodor Kiener.
- Denker unserer Zeit. 2 Bde. Erw. Neuausg. v. Arthur Hübscher: Philosophen der Gegenwart. Verlag Reinhard Piper. München 1956–1961.
- Von Hegel zu Heidegger. Gestalten und Probleme. Verlag Philipp Reclam. Stuttgart 1961. – 2. Aufl. 1974. – 3. Aufl. 1979.
- Leben mit Schopenhauer. Verlag Waldemar Kramer. Frankfurt Main 1966.
- Arthur Schopenhauer: Der handschriftliche Nachlaß. 4 in 5 Bde. Hrsg. v. Arthur Hübscher. Frankfurt Main 1966–1975. – Bd. 1: Frühe Manuskripte (1804–1818). 1966. – Bd. 2: Kritische Auseinandersetzungen (1809–1818). 1967. – Bd. 3: Berliner Manuskripte (1818–1830). 1970. – Bd. 4.1: Die Manuskriptbücher der Jahre 1830 bis 1852. 1974. – Bd. 4.2: Letzte Manuskripte. 1975. – Bd. 5: Randschriften zu Büchern. 1968.
- Denker gegen den Strom. Schopenhauer, gestern, heute, morgen. Verlag Bouvier. Bonn 1982.